# 8128
Ottomilacentoventotto (8128)  è il numero naturale dopo 8127 e prima di 8129.

## Proprietà matematiche
- È un numero pari.
- È un numero composto da 14 divisori: 1, 2, 4, 8, 16, 32, 64, 127, 254, 508, 1016, 2032, 4064, 8128. Poiché la somma dei divisori (escluso il numero stesso) è 8128, è un numero perfetto. È il quarto numero perfetto, segue il 496 e precede 33550336
- È il 127-esimo numero triangolare e il 64-esimo numero esagonale
- Come ogni numero perfetto è associato ad un numero primo di Mersenne, per 8128 il numero è 127
- 8128 = 13 + 33 + 53 + 73 + 93 + 113+ 133 + 153.
- È un numero felice.
- È un numero di Ulam.
- È un numero odioso.
- È un numero pratico.
- È un numero congruente.